# Slag bij Tannenberg (1914)
De Slag bij Tannenberg (tegenwoordig Stębark geheten), in het huidige Polen werd uitgevochten in de Eerste Wereldoorlog tussen Duitse Keizerrijk en keizerrijk Rusland van 26 augustus 1914 tot 31 augustus 1914. De slag werd gewonnen door de Duitsers.

## De Duitsers in Oost-Pruisen

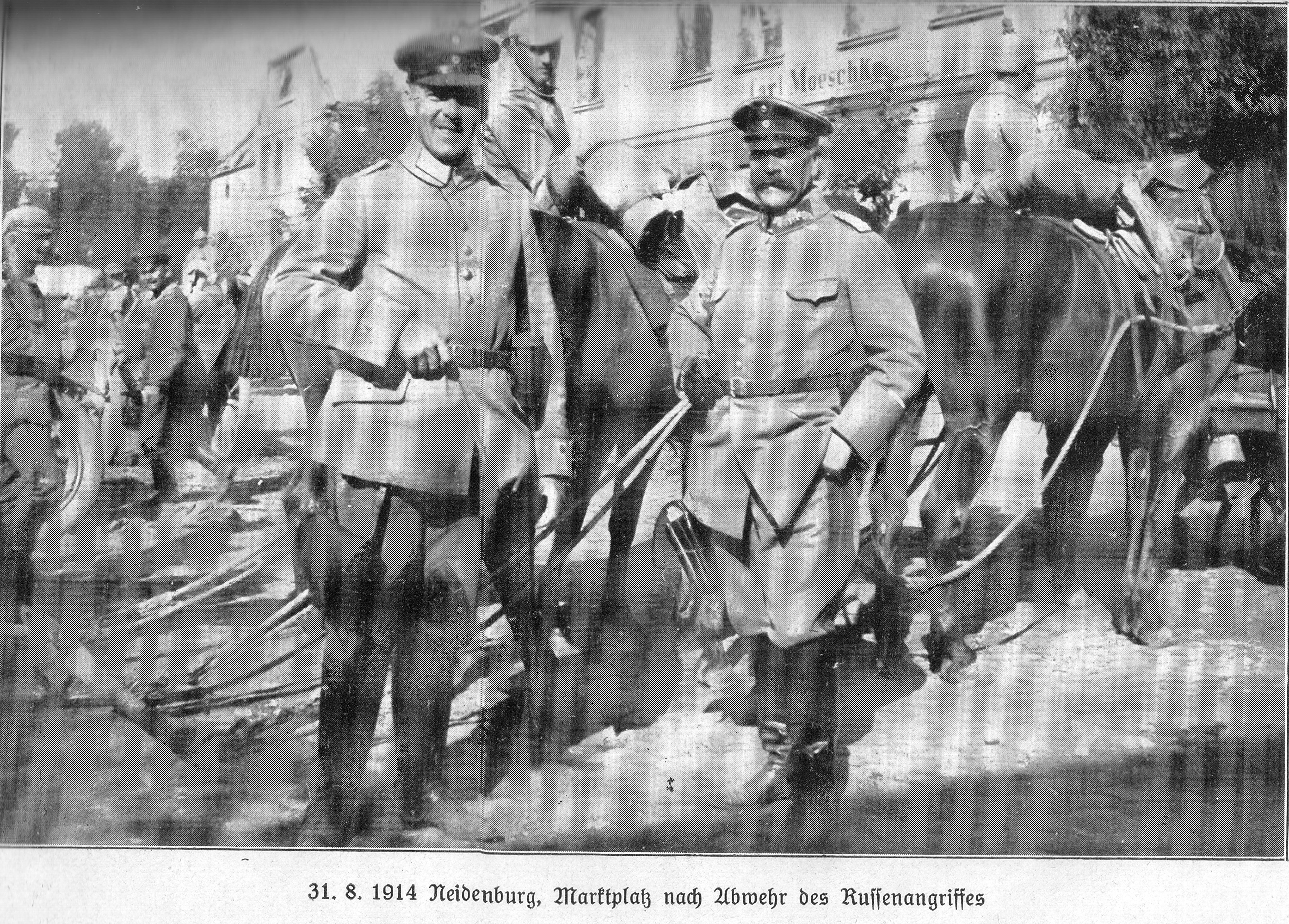
Hermann von François (rechts) bij Tannenberg

De Duitsers concentreerden zich in het eerste deel van de oorlog vooral, volgens het Schlieffenplan, op de inval van Frankrijk. Pas later verdedigden ze zich tegen de Russische aanvallen op Oost-Pruisen. Toch werden er enkele forten langs de Weichsel gebouwd. De verdediging lag in handen van generaal Maximilian von Prittwitz en het Duitse 8e Leger. Dit bestond uit het 10e Legerkorps van generaal Hermann von François, het 17e Legerkorps onder generaal August von Mackensen, het 20e Legerkorps onder generaal Friedrich von Scholtz, het 1e Reservekorps onder luitenant-generaal Otto von Below en een aantal landweerbrigades en vestingtroepen. In totaal zestien divisies, waarvan zes infanteriedivisies, drie reservedivisies, drie landweerdivisies, één cavaleriedivisie en twee divisies vestingstroepen.
In totaal beschikten ze over 846 stukken geschut.
Daartegenover stonden twee Russische legers, het 1e Njemenleger onder generaal Paul von Rennenkampf en het 2e Narevleger onder generaal Alexander Samsonov. Zij beschikten in totaal over achttien infanteriedivisies, drie reservedivisies en tien cavaleriedivisies. Elk leger voerde ruim 1300 stukken geschut mee.

## De aanloop voor de slag

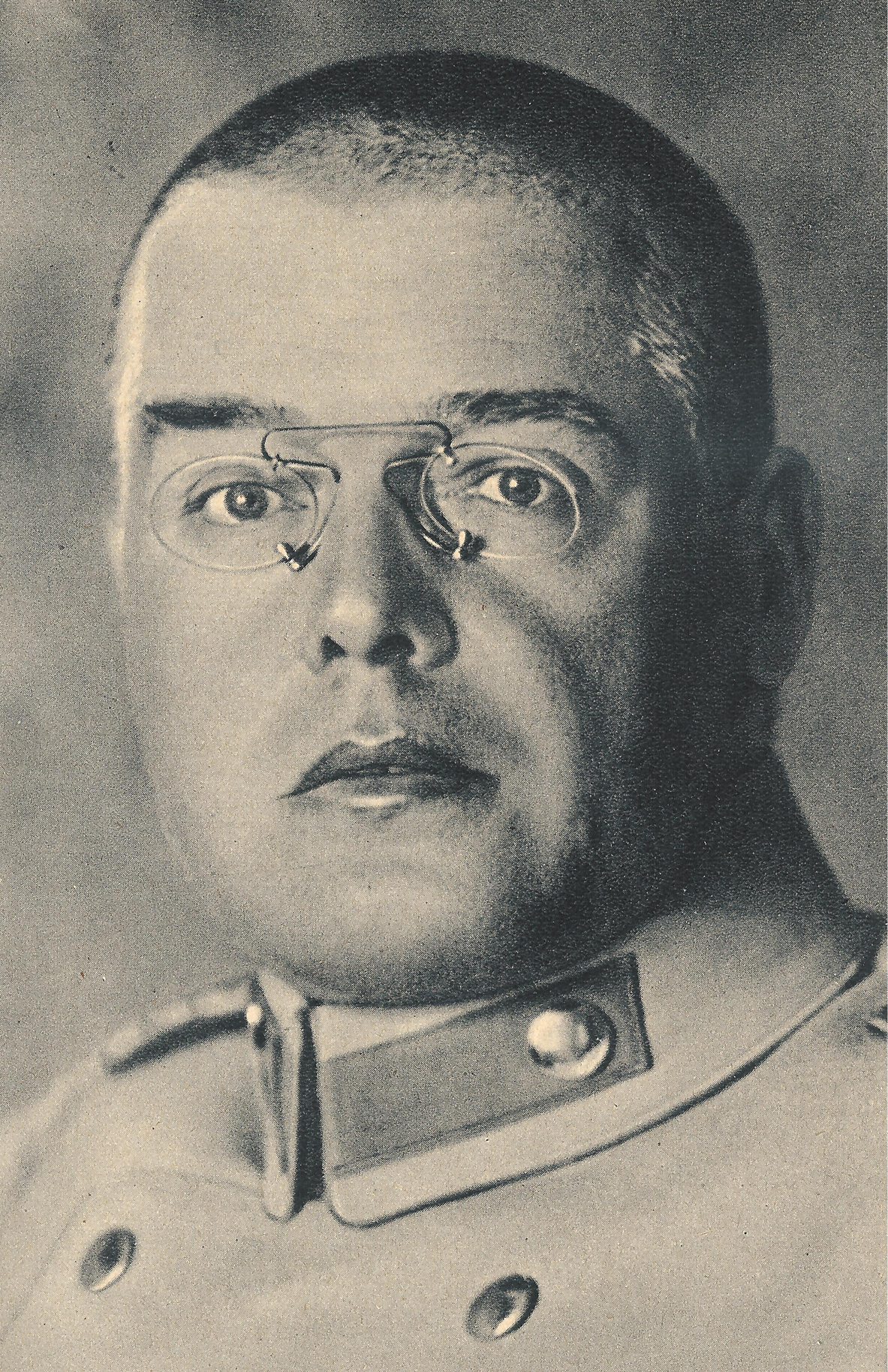
Max Hoffmann

Meteen na het begin van de oorlog beval Von Prittwitz zijn troepen de afgesproken posities in te nemen. Dat was gereed op 10 augustus. Von Prittwitz wilde zo snel mogelijk aanvallen, en hij koos het Njemenleger als doelwit. Daarom beval hij Von François zich langs de rivier de Angerapp op te stellen. Von François stelde zich echter veertig kilometer verder op, want hij wilde de Russen verrassen bij Schillehlen. Op 16 augustus gingen de Russen in de aanval, en langs de hele linie Schillehlen-Suwalki begonnen de gevechten. Dat was een streep door de Duitse rekening. Het Duitse strijdplan voorzag dat de Russen minstens zes weken nodig zouden hebben om hun mobilisatie te voltooien, maar de Russen waren veel sneller, omdat ze lang niet alle nodige logistieke voorbereidingen troffen - wat hen later zuur zou opbreken.
Pas op 17 augustus vernam Von Prittwitz, dat Von François zijn bevelen niet had opgevolgd en gaf hem het bevel terug te trekken. Von François weigerde, omdat hij er in was geslaagd bij Stalluponen de Russen terug te dringen en hen grote verliezen te bezorgen. In het centrum waren het echter de Duitsers die teruggedrongen werden. Daarom wilde Von Prittwitz zich terugtrekken achter de Angerappstelling.
De toestand werd hopeloos. De Duitsers lieten alle hoop op de overwinning varen. Ze verwachtten dat de twee Russische legers zich elk moment konden verenigen. Luitenant-kolonel Max Hoffman stelde weliswaar een nieuw aanvalsplan op, maar dat kwam niet tot uitvoer. Von Prittwitz werd op 22 augustus vervangen door de gepensioneerde generaal Paul von Hindenburg.

## Het Duitse leger onder Hindenburg
Toen Hindenburg aangesteld werd, hoefde hij maar twee dingen te doen: de goedkeuring geven voor Hoffmanns plan en het sein geven om het Narevleger aan te vallen. Ondertussen had de commandant van het Russische 1e Leger gemerkt dat de Duitsers zich erg ver hadden teruggetrokken, daarom hield hij zijn opmars in. Het Narevleger daarentegen stak de grens over en kwam op 23 augustus wel in aanraking met Duitsers. Aanvankelijk namen de Russen Duitse posities over. Duitse versterkingen, het leger van Von François, waren echter onderweg. Generaal-majoor Erich Ludendorff gaf bevel stand te houden.

## De slag

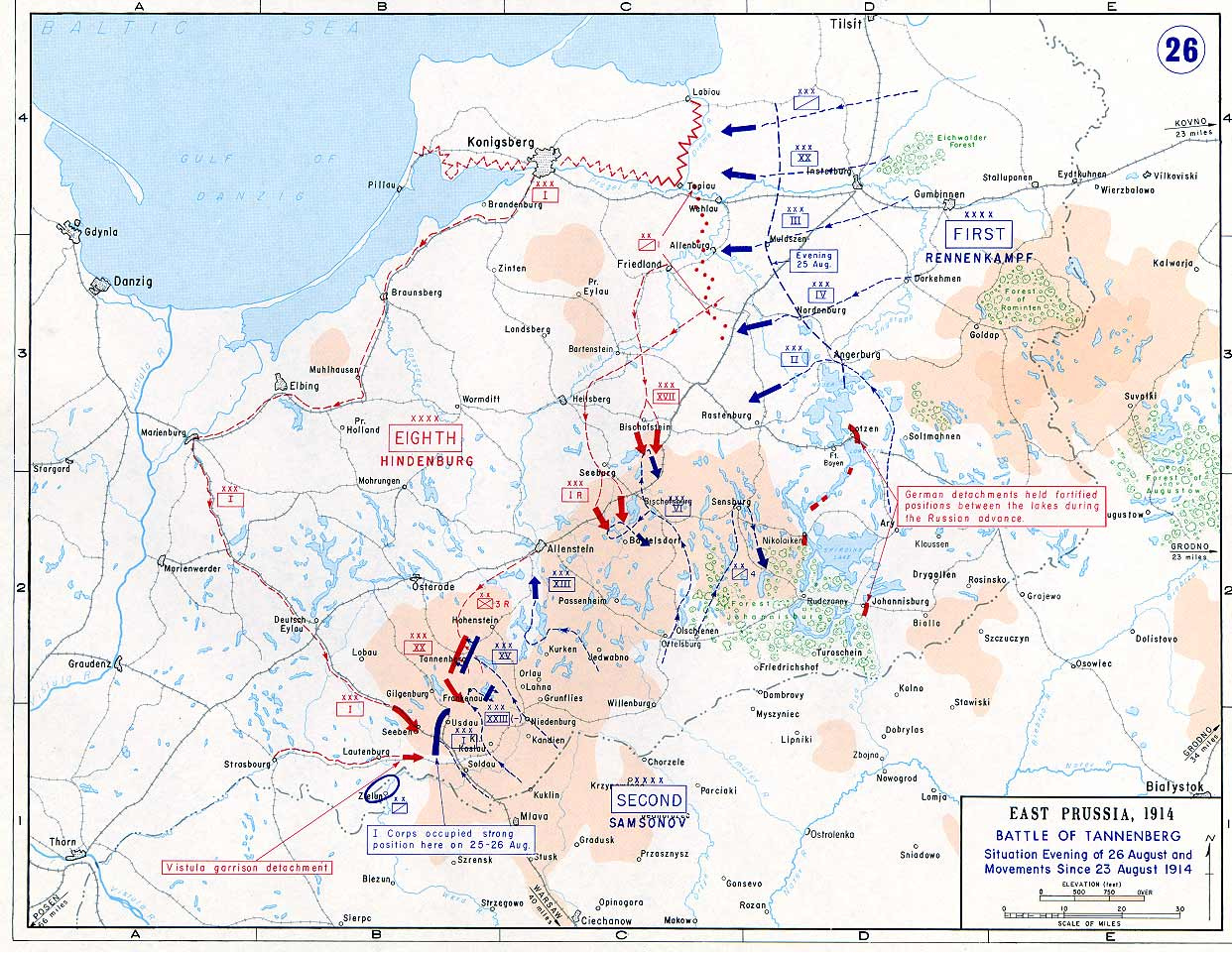
Oostfront 23-26 augustus 1914

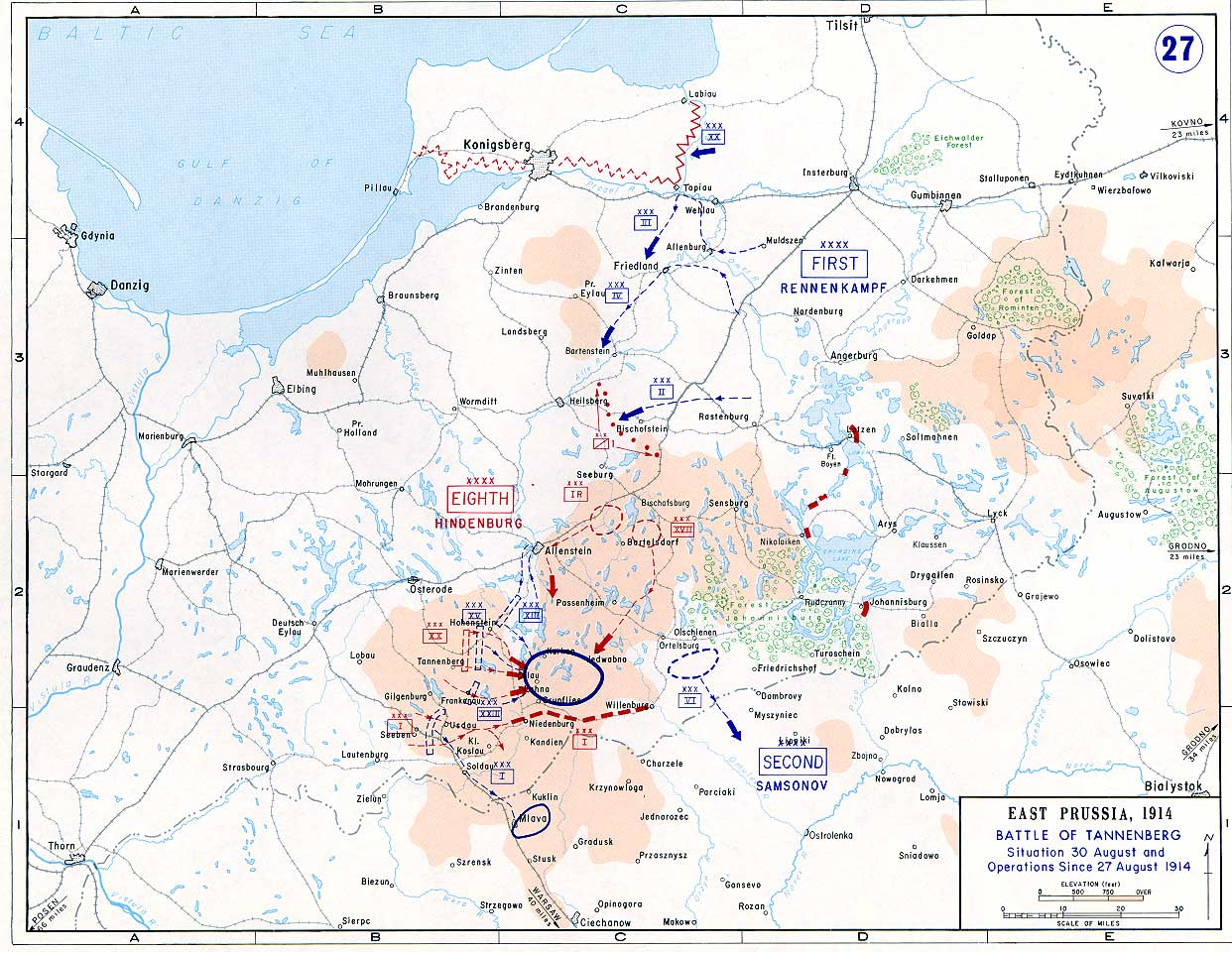
Oostfront 26-30 augustus 1914

Het plan van kolonel Hoffman voorzag in een riskante strategie die mogelijk werd gemaakt door goede Duitse communicatie en transport; bovendien waren de Russen niet in staat berichten gecodeerd over de radio te versturen, zodat de Duitsers hun plannen nauwkeurig kenden. Het Njemenleger van Paul von Rennenkampf was erg ver weg en trok slechts langzaam op richting Koningsbergen. Volgens het Duitse plan stond daar slechts één divisie van de Landweer en de enige cavaleriedivisie van het 8e Duitse Leger tegenover. Onderschepte radioberichten op 25 augustus bevestigden dat Von Rennenkampf voorlopig geen bedreiging vormde.
De Duitsers concentreerden zich volledig op het Narevleger van Aleksandr Samsonov. Ze hielden het centrum relatief zwak en versterkten zo veel mogelijk de flanken, om aldus een omsingeling te kunnen bewerkstelligen. Het bevel tot aanval volgde al op 26 augustus.
Omdat Von François op de Duitse rechtervleugel zijn bevelen weer niet opvolgde - deze keer draalde hij omdat zijn artillerie nog niet was gearriveerd - was de omsingeling niet meteen een succes. In het centrum rukten de Russen op, maar zij konden de Duitse linies niet doorbreken. Von Rennenkampf begon versterkingen vanuit het noorden te sturen zodat Hindenburg en Ludendorff in twijfel raakten. Hoffman drong er echter op aan zijn plan volledig uit te voeren.
Op 27 augustus had Von François de beschikking over zijn volledige artillerie. De flankaanvallen duurden voort en het Duitse centrum bleef met veel moeite in stand. De Russen konden Allenstein bezetten maar liepen zo in de Duitse val. Samsonov nam persoonlijk het bevel op zich over het centrum. Inmiddels wreekten zich de onvoldoende logistieke voorbereidingen. De Russen leden aan munitietekorten. In de avond van 28 augustus waren de Russische flanken op de terugtocht en was de omsingeling voltooid.
Samsonovs laatste hoop was zich een uitweg te vechten. Intussen nam Rennenkampf volgens een onderschept radiobericht van 29 augustus nog steeds aan dat de Duitse hoofdmacht bij Koningsbergen was geconcentreerd. Eens te meer wisten de Duitsers dat van die kant geen gevaar dreigde. Er arriveerden nog wel Russische versterkingen in de Duitse achterhoede, maar die waren te zwak om de omsingeling te doorbreken. Samsonov zag in dat zijn situatie hopeloos was. Op 30 augustus nam hij afscheid van zijn staf, waarna hij zelfmoord pleegde in de bossen ten zuidwesten van Willenberg. Later in het jaar zouden opnieuw Russische legers Oost-Pruisen binnentrekken, maar deze invasie liep al snel vast en had geen effect meer.

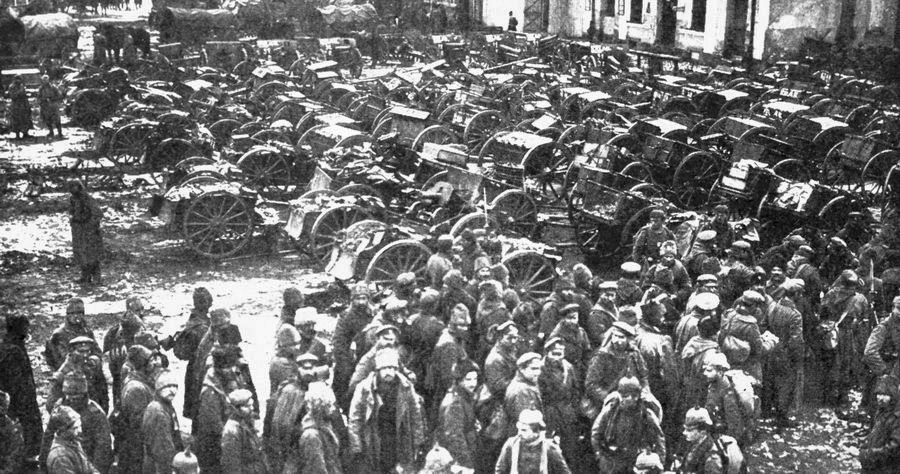
Russische krijgsgevangen na de Slag bij Tannenberg

Op 31 augustus was de slag ten einde. Het Narevleger was volledig vernietigd. De Russen verloren meer dan 120.000 soldaten, velen werden gevangengenomen. Hindenburg en Ludendorff werden helden. Meteen rees er wel kritiek. Was de overwinning niet te danken aan Hoffmann? Later zei Hindenburg zelf:
"Wie de slag bij Tannenberg heeft gewonnen weet ik niet. Maar het is wel duidelijk dat als hij verloren was, ik daarvoor de schuld had gekregen."
 Daarentegen placht Hoffmann tijdens rondleidingen te zeggen:
"Hier sliep Hindenburg voor de slag, hier na de slag en hier tijdens de slag."
Als Von Rennenkampf juist geïnformeerd was geweest en vanuit het noorden te hulp was geschoten, dan hadden de Duitsers een nederlaag moeilijk kunnen vermijden. Nu was de Slag bij Tannenberg een volledige overwinning. De strijd was echter nog niet voorbij; in het noorden was het Njemenleger er nog. De Duitsers gebruikten hun transport om al hun troepen over te brengen. Rennenkampf werd met degradatie gestraft voor de fouten die hij zou hebben gemaakt, volgens velen als verrader, want hij stamde uit adellijk geslacht van Baltische Duitsers.

## De andere "Slag bij Tannenberg" (1410)
In de Duitse historische literatuur wordt de Slag bij Grunwald, waar een Pools-Litouws leger in 1410 het leger van de Duitse Orde versloeg, doorgaans "Slag bij Tannenberg" genoemd. De dorpen Grunwald en Tannenberg (in het Pools thans Stębark geheten) liggen niet ver van elkaar af. Ter herdenking van de gevallenen werd in de jaren twintig een monument in de vorm van een fort opgericht. In 1945 werd dat door Polen afgebroken en vervangen door een monument dat de Slag van 1410 herdenkt.